# Llanera (Nueva Ecija)
Llanera is een gemeente in de Filipijnse provincie Nueva Ecija op het eiland Luzon. Bij de laatste census in 2007 had de gemeente ruim 33 duizend inwoners.

## Geografie

### Bestuurlijke indeling
Llanera is onderverdeeld in de volgende 22 barangays:
| - A. Bonifacio - Bagumbayan - Bosque - Caridad Norte - Caridad Sur - Casile - Florida Blanca - General Luna - General Ricarte - Gomez - Inanama | - Ligaya - Mabini - Murcon - Plaridel - San Felipe - San Francisco - San Nicolas - San Vicente - Santa Barbara - Victoria - Villa Viniegas |

## Demografie
Llanera had bij de census van 2007 een inwoneraantal van 33.493 mensen. Dit zijn 3.132 mensen (10,3%) meer dan bij de vorige census van 2000. De gemiddelde jaarlijkse groei komt daarmee uit op 1,36%, hetgeen lager is dan het landelijk jaarlijks gemiddelde over deze periode (2,04%). Vergeleken met de census van 1995 is het aantal mensen met 5.366 (19,1%) toegenomen.

De bevolkingsdichtheid van Llanera was ten tijde van de laatste census, met 33.493 inwoners op 114,44 km², 245,8 mensen per km².